# Urzulei
Urzulei (en sardo: Orthullè) es un municipio de Italia de 1.443 habitantes en la provincia de Nuoro, región de Cerdeña.
Situado en la falda del monte Gruttas, su territorio se caracteriza por lo escarpado de su relieve, con múltiples acantilados, cuevas, o profundos cañones. Gorropu es uno de los cañones más profundos de Europa. Su nombre proviene de urzula, una palabra del campidanés, dialecto del sardo.

## Lugares de interés
- Nuraga Perdeballa.
- Tumba de los gigantes de S'Arena.

## Evolución demográfica
| Gráfica de evolución demográfica de Urzulei entre 1861 y 2001 |
|                                                               |
| Fuente ISTAT - Elaboración gráfica de Wikipedia               |